# Schmetterling (Heraldik)

Schmetterling im Wappen von Saint-Médard-sur-Ille, Frankreich

Der Schmetterling ist in der Heraldik eine gemeine Figur und somit ein Wappentier.
Die Darstellung folgt der natürlichen Form eines Schmetterlings und die Flügel werden oft heraldisch tingiert. Selten entspricht die Flügelzeichnung der Realität und dann wird diese noch stark vereinfacht. Das trifft nur bei wenigen Arten zu und ist dann in der Wappenbeschreibung durch Nennung der Art zu erwähnen. Wenige Arten sind als Wappentier geeignet und werden überhaupt ins Wappen genommen. Das Wappentier kann auch mit anderen Wappenfiguren in einem Feld sein. Häufig sind mehrere Schmetterlinge im Wappen. Die Draufsicht mit den Fühlern zum Schildhaupt ist die Regel. Die Seitenansicht oder der Schmetterling mit zusammengelegten Flügeln wird nicht verwendet, da es kein klares Wappenbild ergibt. 